# Експлорър 1
Експлорър 1 (на английски: Explorer 1 – изследовател, официално име на НАСА – сателит 1958 Алфа) е първият американски изкуствен спътник на Земята (ИСЗ). Пуснат е на 31 януари 1958 г. Това изстрелване ръководено от Вернер фон Браун е предшествано от неуспешния опит на USN да изведат в орбита спътника „Авангард–1“ във връзка с международната геофизична година.

## Полетът
За пускането на този ИСЗ е разработена форсирана версия на балистичната ракета Редстоун, наречена Юпитер-С. Новата версия е с удължени резервоари и форсирани двигатели. При старта използваните степени на ракетата-носител последователно се отделят освен последната. Затова за теглото на спътника има различни данни. Самият апарат е с маса 8,3 кг, от тях апаратурата е 4,5 кг. В това число: Гайгеров брояч и датчик на метеоритни частици.
Орбитата на Експлорър 1 е значително по-висока от тази на Спутник-1. Още при този първи полет на американски ИСЗ е получена ценна научна информация от Гайгеровия брояч. В перигея на орбитата той отчита обичайното космическо излъчване, което е вече известно от пусканите вертикални височинни ракети. В апогея обаче Гайгеровият брояч въобще не дава сигнал. Тогава Джеймз ван Алан предполага, че в тази най-висока точка от орбитата броячът е в режим на насищане от неочаквано интензивно облъчване. Според него на това място може би има протони от слънчевия вятър с енергия от 1 до 3 мегаелектронволта, захванати от земното магнитно поле в своеобразен капан. По-късните измервания потвърждават тази хипотеза и радиационните пояси около Земята са наречени пояси на ван Алан.